# Gustavsmurarna
Gustavsmurarna este o arie protejată (arie specială de conservare — SAC, sit de importanță comunitară — SCI) din Suedia întinsă pe o suprafață de 71,3 ha, integral pe uscat.

## Localizare
Centrul sitului Gustavsmurarna este situat la coordonatele 60°36′35″N 17°20′44″E / 60.6098°N 17.3456°E.

## Înființare
Situl Gustavsmurarna a fost declarat sit de importanță comunitară în ianuarie 1997 pentru a proteja 3 specii de plante și 1 specie de animale. Situl a fost protejat și ca arie specială de conservare în martie 2011.

## Biodiversitate
Situată în ecoregiunea boreală, aria protejată conține 5 habitate naturale: Taiga vestică, Păduri caducifoliate de mlaștină fino-scandinave, Mlaștini alcaline, Mlaștini împădurite, Mlaștini turboase de tranziție și turbării mișcătoare.
La baza desemnării sitului se află mai multe specii protejate:
- plante (3): papucul doamnei (Cypripedium calceolus), Hamatocaulis vernicosus, moșișoare (Liparis loeselii)
- nevertebrate (1): Vertigo geyeri